# Luke Rowe
Luke Rowe (Cardiff, 10 maart 1990) is een Welsh wielrenner die zijn gehele carrière reed voor INEOS Grenadiers.

## Carrière
Luke Rowe was zowel op de weg als op de baan actief. Zo werd hij in 2007 Europees kampioen ploegenachtervolging bij de junioren, met Adam Blythe, Peter Kennaugh en Mark McNally en een jaar later Europees kampioen koppelkoers met Mark Christian. Op de weg heeft hij onder meer twee keer de ZLM Tour gewonnen en is daarmee recordhouder.

## Overwinningen
2006
Eindklassement Ronde van Ierland (junioren)
2007
 Brits kampioen koppelkoers (met Adam Blythe)
 Europees kampioen ploegenachtervolging (junioren) (met Adam Blythe, Peter Kennaugh en Mark McNally)
3e etappe Ronde van Wales (junioren)
Puntenklassement Ronde van Wales (junioren)
2008
 Europees kampioen koppelkoers (junioren) (met Mark Christian)
2009
ZLM Tour (beloften)
2010
Grote Prijs van Poggiana (beloften)
 Brits kampioen koppelkoers (met Mark Christian)
2011
 Brits kampioen koppelkoers (met Peter Kennaugh)
ZLM Tour (beloften)
7e etappe Ronde van Thüringen (beloften)
Waasmunster-Sombeke (beloften)
2012
1e etappe Ronde van Groot-Brittannië
2015
1e etappe Ronde van Romandië (ploegentijdrit met Chris Froome, Peter Kennaugh, Ian Stannard, Geraint Thomas, Elia Viviani, Nicolas Roche en Danny Pate)
2017
2e etappe Herald Sun Tour
2018
1e etappe b Internationale Wielerweek (ploegentijdrit met Leonardo Basso, Diego Rosa, Jonathan Dibben, Chris Lawless en Pavel Sivakov)
3e etappe Critérium du Dauphiné (ploegentijdrit met Geraint Thomas, Gianni Moscon, Jonathan Castroviejo, Tao Geoghegan Hart, Dylan van Baarle en Michał Kwiatkowski)

## Resultaten in voornaamste wedstrijden
| Jaar | Ronde van Italië | Ronde van Frankrijk | Ronde van Spanje |
| ---- | ---------------- | ------------------- | ---------------- |
| 2012 |                  |                     |                  |
| 2013 |                  |                     | opgave           |
| 2014 |                  |                     | 141e             |
| 2015 |                  | 136e                |                  |
| 2016 |                  | 151e                |                  |
| 2017 |                  | 167e (laatste)      |                  |
| 2018 |                  | 128e                |                  |
| 2019 |                  | uitgesloten         |                  |
| 2020 |                  | 129e                |                  |
| 2021 |                  | buiten tijd         |                  |
| 2022 |                  | 106e                |                  |
| 2023 |                  |                     |                  |
| 2024 |                  |                     |                  |

| Jaar | Milaan-San Remo | Gent-Wevelgem | Ronde van Vlaanderen | Parijs-Roubaix | Amstel Gold Race | Luik-Bast.‑Luik | Waalse Pijl | Omloop Het Nieuwsblad | Kuurne-Brussel-Kuurne |  | WK op de weg |  | Wereldranglijsten |
| ---- | --------------- | ------------- | -------------------- | -------------- | ---------------- | --------------- | ----------- | --------------------- | --------------------- |  | ------------ |  | ----------------- |
| 2012 |                 |               |                      |                |                  | opgave          | 138e        |                       |                       |  | 87e          |  |                   |
| 2013 |                 | 56e           | 93e                  | 109e           |                  |                 |             | 53e                   |                       |  | opgave       |  |                   |
| 2014 |                 | opgave        | 62e                  | 31e            |                  |                 |             | 11e                   | 120e                  |  | opgave       |  |                   |
| 2015 | 130e            | opgave        | 50e                  | 8e             |                  |                 |             | 9e                    | 51e                   |  | opgave       |  | 121e (UWT)        |
| 2016 | 91e             | 22e           | 5e                   | 14e            |                  |                 |             | 4e                    | 84e                   |  | opgave       |  | 87e (UWT)         |
| 2017 | 98e             | opgave        | 120e                 | opgave         |                  |                 |             | 6e                    | ↑                     |  |              |  | 116e (UWT)        |
| 2018 | 146e            |               | uitgesl.             | opgave         |                  |                 |             |                       |                       |  |              |  | 305e (UWT)        |
| 2019 | 103e            | 18e           | 27e                  | 32e            |                  |                 |             |                       |                       |  |              |  | 312e (UWR)        |
| 2020 |                 | 12e           | 50e                  |                |                  |                 |             | opgave                | 63e                   |  | opgave       |  |                   |
| 2021 | 118e            |               | opgave               | 67e            | opgave           | 134e            | 130e        |                       |                       |  | opgave       |  |                   |
| 2022 | 85e             | opgave        |                      | 102e           | 115e             |                 |             |                       |                       |  | opgave       |  |                   |
| 2023 | 148e            |               | 95e                  | 127e           |                  |                 |             | 122e                  | opgave                |  | opgave       |  |                   |
| 2024 | 131e            |               |                      |                |                  |                 |             | 77e                   | 81e                   |  |              |  |                   |

## Trivia
In augustus 2017 brak Rowe zijn scheen- en kuitbeen tijdens het vrijgezellenfeest van zijn broer. Dit gebeurde bij het wildwaterraften waarbij Rowe in ondiep water sprong.

## Ploegen
- 2012 –  Sky ProCycling
- 2013 –  Sky ProCycling
- 2014 –  Team Sky
- 2015 –  Team Sky
- 2016 –  Team Sky
- 2017 –  Team Sky
- 2018 –  Team Sky
- 2019 –  Team INEOS [a]
- 2020 –  Team INEOS
- 2021 –  INEOS Grenadiers
- 2022 –  INEOS Grenadiers
- 2023 –  INEOS Grenadiers
- 2024 –  INEOS Grenadiers

Appollonio ·
Barry ·
Boasson Hagen ·
Cavendish  ·
Eisel ·
Dowsett ·
Flecha ·
Froome ·
Henao ·
Hayman ·
Hunt ·
Kennaugh ·
Knees ·
Löfkvist ·
Nordhaug ·
Pate ·
Porte ·
Puccio ·
Rogers ·
Rowe ·
Siwtsow ·
Stannard ·
Sutton ·
Swift ·
Thomas ·
Urán ·
Wiggins ·
Zandio ·
Martinelli (stagiair) 
Boasson Hagen ·
Boswell ·
Cataldo ·
Dombrowski ·
Eisel ·
Edmondson ·
Froome ·
Henao ·
Hayman ·
Kennaugh ·
Kiryjenka ·
Knees ·
López ·
Pate ·
Porte ·
Puccio ·
Rasch ·
Rowe ·
Siwtsow ·
Stannard ·
Sutton ·
Swift ·
Thomas ·
Tiernan-Locke ·
Urán ·
Wiggins ·
Zandio
Boasson Hagen · Boswell · Cataldo · Deignan · Dombrowski · Earle · Edmondson · Eisel · Froome · Seb. Henao · Ser. Henao · Kennaugh · Kiryjenka · Knees · López · Nieve · Pate · Porte · Puccio · Rasch · Rowe · Siwtsow · Stannard · Sutton · Swift · Thomas · Tiernan-Locke · Wiggins   · Zandio
Boswell · Deignan · Earle · Eisel · Fenn · Froome · Seb.Henao · Ser.Henao · Kennaugh · Kiryjenka   · Knees · König · López · Nieve · Nordhaug · Pate · Poels · Porte · Puccio · Roche · Rowe · Siwtsow · Stannard · Sutton · Swift · Thomas · Viviani · Wiggins   (tot 12/04) · Zandio · Geoghegan Hart (stagiair) · Peters (stagiair)
Boswell · Deignan · Fenn · Froome · Gołaś · Seb.Henao · Ser.Henao · Intxausti · Kennaugh · Kiryjenka   · Knees · König · Kwiatkowski · Landa · López · Moscon · Nieve · Nordhaug · Peters · Poels · van Poppel · Puccio · Roche · Rowe · Stannard · Swift · Thomas · Viviani · Zandio · Doull (stagiair)
Boswell · Deignan · Dibben · Doull · Elissonde · Froome · Geoghegan Hart · Gołaś · Seb. Henao · Ser. Henao · Intxausti · Kennaugh · Kiryjenka · Knees · Kwiatkowski · Landa · López · Moscon · Nieve · Poels · van Poppel · Puccio · Rosa · Rowe · Stannard · Thomas · Viviani · Wiśniowski
van Baarle · Basso · Bernal · Castroviejo · de la Cruz · Deignan · Dibben · Doull · Elissonde · Froome · Geoghegan Hart · Gołaś · Halvorsen · Seb. Henao · Ser. Henao · Intxausti · Kiryjenka · Knees · Kwiatkowski · Lawless · López · Moscon · Poels · Puccio · Rosa · Rowe · Sivakov · Stannard · Thomas · Wiśniowski
van Baarle · Basso · Bernal · Castroviejo · de la Cruz · Doull · Dunbar · Elissonde · Froome · Ganna · Geoghegan Hart · Gołaś · Halvorsen · Seb. Henao · Kiryjenka · Knees · Kwiatkowski · Lawless · Moscon · Narváez · Poels · Puccio · Rosa · Rowe · Sivakov · Sosa · Stannard · Swift · Thomas
Amador · Basso · Bernal · Carapaz  · Castroviejo · Dennis   · Doull · Dunbar · Froome · Ganna   · Geoghegan Hart · Gołaś · Hayter · Henao · Kiryjenka (t/m 31 januari) · Knees · Kwiatkowski · Lawless · Moscon · Narváez · Puccio · Rivera · Rodriguez · Rowe · Sivakov · Sosa · Stannard · Swift · Thomas · Van Baarle · Wurf (vanaf 1 februari)
Amador · Van Baarle · Basso · Bernal · Carapaz  · Castroviejo · De Plus · Dennis · Doull · Dunbar · Ganna     · Geoghegan Hart · Gołaś · Hayter · Henao · Kwiatkowski · Martínez · Moscon · Narváez · Pidcock (vanaf 1 februari) · Porte ·  Puccio · Rivera · Rodriguez · Rowe · Sivakov · Sosa · Swift · Thomas · Wurf · Yates · Plapp (stagiair)
Amador · Bernal · Carapaz  · Castroviejo · De Plus · Dunbar · Fraile · Ganna   · Geoghegan Hart · E. Hayter · Heiduk · Kwiatkowski · Martínez · Narváez · Pidcock · Plapp · Porte ·  Puccio · Rivera · Rodriguez · Rowe · Sheffield · Sivakov · Swift · Thomas · Tulett · Turner · Van Baarle · Viviani · Wurf · Yates · L. Hayter (stagiair)